# HK MG4輕機槍
MG4（MG43）是由黑克勒-科赫設計及生產的彈鏈供彈式輕機槍，發射5.56×45毫米彈藥，裝備德國聯邦國防軍以取代MG3通用機槍。

## 設計
MG4原本稱為MG43，在正式裝備德國軍隊後命名為MG4，它以輕型、左右手皆可操作為設計主旨，可通過導軌加裝各種戰術配件，亦對應三腳架以提高射擊精度。MG4與FN Minimi／M249比較相似，同樣採用氣動式原理及轉拴式槍栓，但彈殼在機匣底部排出，槍托亦可摺疊。槍匣頂部裝有MIL STD 1913導軌以安裝瞄準鏡等的附件，配冷鍛可快拆式槍管，其純彈鏈供彈式設計需把彈箱或彈袋掛在機匣左面，空彈殼則在機匣底部排出，而不像FN Minimi般對應彈匣供彈。
MG4亦是德國未來士兵系統（IdZ-Infanterist der Zukunft）的一部份。
目前的MG4有三種型號，包括MG4（標準型）、MG4E（出口型）、MG4KE（短槍管出口型）。

### MG4A3
MG4A3是目前MG4班用機槍的最新改良款，改良重點如下：
- 槍托：更符合人體工學，同時與槍管成「直線」的新槍托，能降低槍口上揚的扭力，增加射擊穩定度。
- 光學瞄準具：整合雷射指示器的新型4倍率光學瞄準鏡。
- 機動：在槍管上部外露處，增設護木與快拆攜行提把。
- 重量：經過改良後的MG4A3重量，自8.1公斤增至8.6公斤，同時循環射速也從原本的每分鐘接近900發降至825發，便於射手操控點放。

## 使用國
- 阿尔巴尼亚
  - 阿爾巴尼亞陸軍（英语：Albanian Land Forces）特種作戰團（英语：Special Operations Regiment (Albania)）
- 巴西
- 智利
- 爱沙尼亚
  - 愛沙尼亞國防軍特種作戰部隊（英语：Estonian Special Operations Force）
- 德国
  - 德國聯邦國防軍
- 立陶宛
- 马来西亚
  - 馬來西亞海軍特種作戰部隊
- 墨西哥
- 巴拉圭
- 葡萄牙
  - 葡萄牙軍隊
- 沙烏地阿拉伯
  - 沙特阿拉伯皇家軍隊
- 西班牙[3]
  - 西班牙陸軍（英语：Spanish Army）
- 乌克兰：俄羅斯入侵烏克蘭期間由德國軍援。
  - 烏克蘭軍隊

## 流行文化

### 電子遊戲
- 2004年—《突击风暴》：命名为“MG43”。
- 2007年—《战地之王》：命名为MG4KE，步枪兵武器。可以安装瞄具，基础弹匣30发，可通过改造扳机的情况下升级为50发或者70发，但稳定性大打折扣
- 2007年—《穿越火线》：命名为“MG4”，使用100发弹箱供弹并在机匣顶部战术导轨安装G36的提把瞄准镜，在商城内以点券时限贩卖。
- 2009年—及重製版：命名為“MG4”，以100發彈箱供彈，戰役模式中由暗影連、俄羅斯極端民族主義黨武裝力量及141特遣隊所使用。聯機模式於等級16解鎖，並可使用紅點鏡、消音器、前握把、ACOG光學瞄準鏡、增加射速、心跳探測儀、全金屬披甲彈（英语：Full metal jacket bullet）、全息瞄準鏡、增大容量彈箱（增至200發）及夜視瞄準鏡。
- 2012年—：單人模式時於“Connect the Dots”關卡中由馬科特遣隊所屬的美國海軍特種作戰開發組隊員“Stump”用在直升機上，無限彈藥但槍管會過熱，多人遊戲時為機槍兵的可用武器之一。
- 2012年—《戰爭前線》：命名為“MG4”，為步槍手專用武器，使用150發彈袋供彈，槍身上刻有“HK MG4 Cal 5.56×45MM NATO”的銘文，K點購買，可以安裝枪口配件（通用消音器、突击消音器、突击制退器）、战术导轨配件（通用握把、突击握把、机枪双脚架）以及瞄准镜（EOTECH 553全息瞄准镜、绿点全息瞄准镜、ELCAN SpecterDS瞄准镜、红点瞄准镜以及步枪高级瞄准镜）, 腾讯时期的中国大陆服务器可以再加装突击握把架以及Trijicon ACOG瞄准镜。
- 2013年—《4》：命名為「MG4」，歸類為輕機槍，載彈量為200發，單機模式中能夠在解鎖後由主角丹尼爾·雷克（Daniel Recker）所使用。聯機模式中為支援兵的解鎖武器。
- 2014年—《特種部隊2 Online》

## 外部連結
- （德文）—黑克勒-科赫MG4頁面（页面存档备份，存于）
- （英文）—HKpro的MG43/MG4頁面（页面存档备份，存于）
- （中文）—槍炮世界—MG4轻机枪（页面存档备份，存于）